# Pierre Jahan
Pour les articles homonymes, voir Jahan.
Pierre Jahan, né le 9 septembre 1909 à Amboise (Indre-et-Loire) et mort le 21 février 2003 à Paris 14e, est un photographe et illustrateur français.

## Biographie
Deux rencontres seront décisives pour le convaincre de faire de la photo sa profession :
- l’illustrateur Raymond Gid, alors responsable d’une petite agence de publicité, qui lui confiera sa première commande professionnelle pour le compte d’une marque de peinture, ce qui conduira Pierre Jahan à photographier en 1933 les ouvriers repeignant la Tour Eiffel
- le photographe Louis-Victor Emmanuel Sougez alors directeur du service photographique de la revue L'Illustration.

En 1934, les photographies de Pierre Jahan égrènent les pages de la revue Plaisir de France, dont il sera l'un des principaux collaborateurs jusqu'à la fin de la publication en 1974. À la même époque, il commence à exposer avec Ergy Landau, Laure Albin-Guillot, François Kollar, Rogi André, Henri Cartier-Bresson, Man Ray… Après l’expérience du Rectangle, Pierre Jahan rejoint le Groupe des XV en 1950 aux côtés notamment de Robert Doisneau, Willy Ronis, René-Jacques, (en remplacement de François Tuefferd parti aux États-Unis). Il s'intitulait alors "illustrateur" ce qui impliquait un rapport étroit au texte, au livre, à la commande, et une certaine modestie.
Innombrables sont les ouvrages, revues et supports auxquels Pierre Jahan a apporté sa contribution : itinéraires touristiques et architecturaux, reportages industriels, campagnes publicitaires.
Ses œuvres majeures se situent aussi bien dans le registre d'une photographie naturellement directe et rayonnante que dans les étrangetés d'une veine surréaliste et fantastique, ou dans les fantaisies récréatives que l’esprit frondeur de Pierre Jahan appliquait, avec une grande liberté d'idées et de style, à des couvertures de livre et à des études publicitaires, son activité essentielle de 1945 à 1960.
La longue carrière de Pierre Jahan reflète un comportement indépendant et même épicurien, et une inlassable curiosité à aborder, avec l'ingénuité et l'humour qu'on lui connaissait, toutes les opportunités de produire des images.
Il meurt le 21 février 2003 à Paris 14e,.

## Publications

### Livres de photographies
- La Mort et les statues, texte de Jean Cocteau, Paris, éditions du Compas, 1946 : édition originale imprimée à 450 exemplaires numérotés[3],[4] ;

réédition : Paris, Pierre Seghers, 1977 ; Paris, éditions de l'Amateur, 2008, préface de Pascal Ory.
- Les Gisants. Vingt-cinq rois et reines de France, textes de Philippe Erlanger et Claude Ducourtial, Paris, éditions Paul Morihien, 1949[5].
- Un Anniversaire de Jean Cocteau, 1889-1989, Paris, Marval (coll. « Sur la photographie »), 1989  (ISBN 2-86234-025-1).
- Jahan en vin : de vers en verres Paris, La Hêtraie, 1992, 172 p.  (ISBN 978-2909871004).
- Des mains parlent, textes de Michèle Auer et Alain Fleig, Neuchâtel, éd. Ides et Calendes (coll. « Photogalerie », no  14), 2002.

### Autobiographie
- Objectif, Paris, Marval, 1994, 159 p.  (ISBN 2-86234-163-0).

## Expositions
- 13 novembre 1986 - 10 janvier 1987 : Pierre Jahan : Paris 1933-1943, Bibliothèque historique de la ville de Paris.
- septembre-octobre 1988 : exposition à la galerie Michèle Chomette, Paris[6].
- 11 avril - 31 mai 2001 : Objectif Picasso : Man Ray, Pierre Jahan, Denise Colomb, Paul-Louis, Robert Doisneau, Willy Ronis, René Burri, André Villers, Edward Quinn, Cecil Beaton, Lucien Clergue, Galerie Kamel Menmour, 2001[7].
- janvier-mars 2006 : Pierre Jahan. Humain, trop humain. Photographies 1930-1950, Galerie Michèle Chomette, Paris[8].
- 7 mai - 31 août 2009 : Le Louvre pendant la guerre, regards photographiques 1938-1947, Musée du Louvre, Paris ; photographies de Pierre Jahan, Laure Albin Guillot et Marc Vaux[9].
- 3 juillet - 30 octobre 2010 : Pierre Jahan : libre cours , Musée Réattu, Arles, lors des Rencontres de la photographie d'Arles[10].
- 5 décembre 2014 - 9 mars 2015 : Pierre Jahan. À l'ombre des rois, lumières et jeux de la photographie, Musée d'art et d'histoire, Saint-Denis.